# Talivittaticella problematica
Talivittaticella problematica är en mossdjursart som först beskrevs av Jean-Loup d'Hondt 1981.  Talivittaticella problematica ingår i släktet Talivittaticella och familjen Catenicellidae. Inga underarter finns listade i Catalogue of Life.